# Mildiou du rosier
Le mildiou du rosier est une maladie cryptogamique affectant les rosiers (genre Rosa), à répartition cosmopolite, causée par Peronospora sparsa, espèce de pseudo-champignons de la classe des Oomycetes. Cet agent phytopathogène affecte également les espèces du genre Rubus.

## Symptômes
Le mildiou du rosier se manifeste par l'apparition de taches jaunes ou brunes, ou de lésions, à la face supérieure des feuilles. Ces taches, qui peuvent virer au violet, au rouge ou au noir au fil du temps et qui sont cernées de pourpre, sont souvent délimitées par les nervures prenant un aspect de mosaïque. Un léger feutrage blanc-grisâtre peut apparaître à la face inférieure des feuilles. Les feuilles atteintes se flétrissent et tombent. Les lésions peuvent également se nécroser par temps sec. Une défoliation peut même survenir avant que les lésions ne soient visibles sur les feuilles.
Des taches similaires peuvent apparaître sur les rameaux, et peuvent évoluer pour former des crevasses longitudinales et des chancres.
Lors d'attaques importantes, les bourgeons floraux peuvent brunir et finir par avorter,.
Cette maladie est favorisée par un climat humide et froid.

## Risques de confusion
Chez le rosier, cette maladie peut facilement être confondue avec la maladie des taches noires due à Marssonina rosae, espèce de champignons ascomycètes, qui provoque l'apparition de taches noires, parfois auréolées de jaune, sur les feuilles. Cependant les taches noires ont tendance à commencer vers la base de la plante infectée, tandis que dans le cas du mildiou, les premiers symptômes de l'infection apparaissent  vers la partie supérieure de la plante,

## Plantes-hôtes
Peronspora sparsa provoque la maladie du mildiou chez certaines espèces de la famille des Rosaceae, principalement les rosiers, mais aussi chez les plantes du genre Rubus (telles que les ronces ou mûres sauvages, et les framboisiers),  ainsi que chez le laurier-cerise (Prunus laurocerasus L.). On considérait autrefois que le mildiou des rosiers et celui des Rubus étaient causées par deux espèces différentes de Peronospora,  nommées respectivement Peronospora sparsa et Peronospora rubi . Des expériences d'inoculations croisées réalisées in vitro avec des isolats prélevés sur les deux genres de plantes ont montré qu'il s'agit de la même espèce.

## Cycle de la maladie

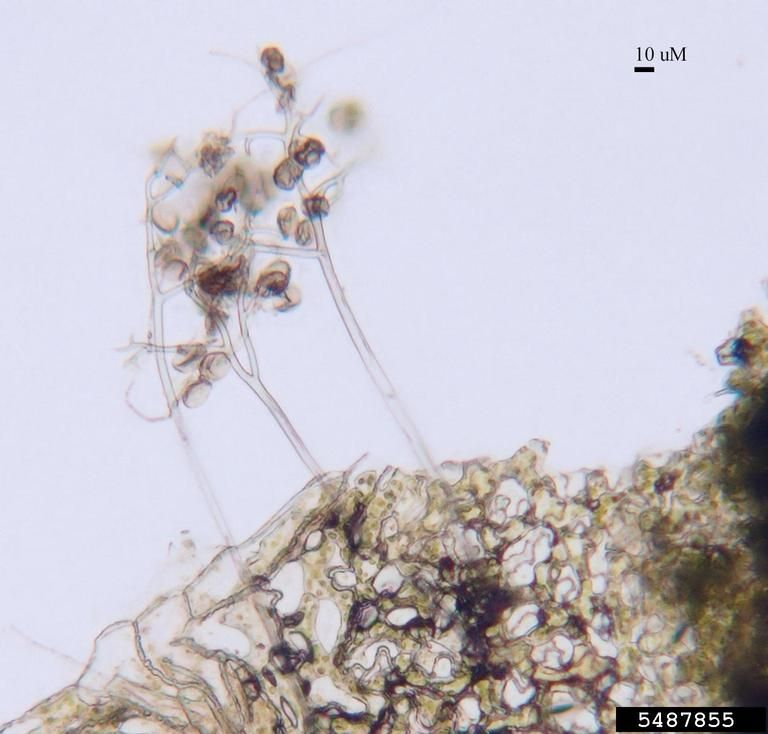
Sporanges et sporangiophores de Peronospora sparsa sur tissus d'une plante-hôte (Rubus argutus 'Black Satin').

Le mildiou de la rose se répand principalement par la propagation de plantes infectées, par l'utilisation de plantes-mères infectées ou par l'inoculum présent dans les débris végétaux infectés, sous forme de zoospores et d'oospores. Ces débris au sol ainsi que le mycélium dormant présente dans les rameaux infectés permet l'hivernation du pseudo-champignon.
Les oospores résultent d'une reproduction sexuée et sont généralement produites dans les tissus foliaires internes. Elles peuvent se former à l'intérieur du mésophylle des feuilles et des tiges des rosiers infectés et peuvent servir de source d'inoculum pour de nouvelles infections. Toutefois, le rôle des oospores dans la transmission de la maladie n'a pas été prouvé.
Les zoospores sont des spores mobiles résultant d'une reproduction asexuée, qui se forment dans des structures en forme de sac, les sporanges. Les zoospores sont produites à la face abaxiale (inférieure) des feuilles, des tiges et des boutons floraux infectés, et sont déplacées par le vent ou les courants d'eau.
Lorsqu'une zoospore de Peronospora sparsa atteint un rosier-hôte, si les conditions de milieu sont favorables, elle germe et produit un appressorium qui pénètre l'épiderme des feuilles, directement dans la paroi cellulaire périclinale, entre les parois cellulaires anticlinales, ou par les stomates. Une fois à l'intérieur des tissus foliaires, les hyphes se développent en se propageant dans le milieu intercellulaire, formant un coussin de mycélium juste en dessous des stomates.
Après une période d'incubation, les sporangiophores peuvent émerger des ouvertures des stomates ou des tissus de la tige ou des fleurs. Après l'émergence des sporangiophores, la sporulation atteint son stade final et produit des spores. Si de l'eau est présente à la surface des feuilles, les sporanges peuvent germer et produire d'énormes quantités de zoospores qui peuvent provoquer des infections secondaires au sein de la même plante, ou se propager par le vent humide ou les éclaboussures. Les sporanges peuvent également être délogés du tissu foliaire et tomber au sol où les spores peuvent être libérées et se propager à courte distance par les éclaboussures, ou à plus longue distance par le vent, vers les plantes voisines où le cycle de la maladie recommence.

## Distribution
Le mildiou du rosier est présent dans toutes les grandes régions du monde où les rosiers sont cultivés, c'est-à-dire en Afrique, en Amérique du Nord et en Amérique du Sud, en Asie,  en Europe et en Océanie.
Cette maladie a été décrite pour la première fois en Angleterre en 1862. Dès 1875, l'agent pathogène avait atteint l'Europe continentale, se propageant dans toute l'Italie, l'Allemagne, l'Autriche, la France, le Danemark, les Pays-Bas et la Russie, et continuant à se répandre sur la majeure partie du continent au cours du XXe siècle. Le premier signalement en Amérique du Nord a été fait en Californie en 1880, la maladie étant depuis signalée de façon continue aux États-Unis, au Canada et plus récemment au Mexique.